# Maria Moltzer

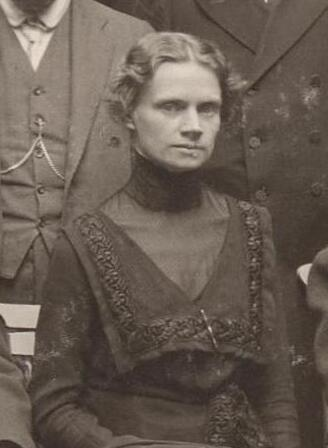
Maria Moltzer in 1911

Maria Johanna Moltzer (Amsterdam, 6 januari 1874 – Zürich, 6 december 1944) was een Nederlands-Zwitsers psychoanalytica.

## Jeugd
Moltzer groeide op in Amsterdam, in een welvarend ondernemersgezin. Haar vader, Christiaan Nicolaas Jacob Moltzer, was directeur van de distilleerderij Bols (toen gevestigd aan de Rozengracht) en was politiek en maatschappelijk actief. Moltzer volgde de hbs en werd daarna opgeleid tot verpleegster in het Burgerziekenhuis aan de Linnaeusstraat. Ze volgde ook colleges recht en letteren aan de universiteit van Lausanne.

## Loopbaan
Na haar studies, in 1905, begon Moltzer te werken als hoofdverpleegkundige in het sanatorium Lebendige Kraft in Zürich. Daar werd een holistische benadering gehanteerd (een gezonde geest in een gezond lichaam). Moltzer specialiseerde zich zelf verder in de psychische oorzaken van lichamelijke problemen, in kinderen met eetstoornissen, en had vanaf 1911 een privékliniek, waar ze veel kunstenaars behandelde.
Begin 1910 ontmoette Moltzer Carl Jung. Deze was toen een beginnend psychoanalyticus, en werd beschouwd als een opvolger van Sigmund Freud. Moltzer werd zijn assistente, en nam al snel patiënten van hem over. Ze steunde Jung toen die zich distantieerde van Freud in 1913. Ze voegde ook het 'intuïtieve type' toe aan Jung's theorie van psychologische typen - naast het introverte (of denkende) en extraverte (of voelende) type.
In 1918 brak ze met Jung, omdat deze haar feedback en toevoegingen onvoldoende erkende. Vermoedelijk hoopte ze samen met Jung tot een algemene theorie over de ziel te komen, maar Carl Jung bleek niet goed te kunnen omgaan met de intelligente, geëmancipeerde en kritische Moltzer.
Moltzer schreef later nog een publicatie, Am Umbruch der Zeit, later gepubliceerd als Der Weg zur Mitte, maar volgens kenners is haar beste werk te vinden in de lezingen die ze eerder in haar leven gaf. Moltzer overleed na een lang ziekbed in Zürich.

## Publicaties
- (de) Maria Moltzer (1948). Der Weg zur Mitte Ein Gleichnis in Träumen. Van Holkema & Warendorf, Amsterdam.